# Alebroides yaksemasi
Alebroides yaksemasi är en insektsart som beskrevs av Irena Dworakowska 1997. Alebroides yaksemasi ingår i släktet Alebroides och familjen dvärgstritar. Inga underarter finns listade i Catalogue of Life.